# Didier van Cauwelaert
 (septembre 2010).
Si vous disposez d'ouvrages ou d'articles de référence ou si vous connaissez des sites web de qualité traitant du thème abordé ici, merci de compléter l'article en donnant les références utiles à sa vérifiabilité et en les liant à la section « Notes et références ».
Pour les articles homonymes, voir Van Cauwelaert.
Didier van Cauwelaert [vɑ̃ kovlaʁt] est un écrivain français, né le 29 juillet 1960 à Nice.

## Biographie
Didier van Cauwelaert naît le 29 juillet 1960 à Nice, dans une famille d'origine belge. Il a un père avocat, René, qui aurait aimé être écrivain. Inventeur, conteur-né, riche aussi d'une histoire familiale mouvementée ralliant la Flandre à la Côte d'Azur. Ce père menace de se tirer une balle dans la tête quand il se croit condamné à ne plus marcher, après un grave accident de voiture qui l'a laissé très handicapé.
Didier van Cauwelaert a alors sept ans et demi ; il décide, pour ce père, de devenir le plus jeune écrivain publié du monde. Très tôt, il envoie ses ouvrages à des maisons d'édition et essuie de nombreux refus. En 1982 (il a 22 ans) son premier roman Vingt ans et des poussières est publié aux Éditions du Seuil. Ses trois romans suivants sont publiés chez ce même éditeur. En 1991 son roman Un objet en souffrance marque son changement d'éditeur ; il rejoint les Éditions Albin Michel.
Malgré l'obtention de divers prix tout au long de sa carrière, on retient principalement le Prix Goncourt en 1994 pour Un aller simple.
Auteur prolifique, il a écrit plus de trente romans ainsi que plusieurs essais, pièces de théâtre et spectacles musicaux. Il se qualifie de « romancier de la reconstruction ». Ses ouvrages, pour la plupart, abordent la construction de gens en difficulté, en souffrance. Il prétend être le produit de ses livres et non leur inspirateur et cite pour maîtres d'écriture des figures telles que Marcel Aymé et Romain Gary.
En mars 2009, il est candidat à l'Académie française au fauteuil de Maurice Rheims. Les « Immortels » lui préfèrent François Weyergans. Il est de nouveau candidat à l'élection du 14 novembre 2013, déclarée blanche (aucun candidat élu faute de majorité).
Didier van Cauwelaert a également travaillé pour le cinéma en tant que scénariste pour deux films. En 2018 il est le réalisateur du film J’ai perdu Albert, tiré de son roman éponyme.
Il rencontre Françoise Dorner qui devient sa compagne, tandis qu'elle jouait Les sales mômes d'Alphonse Boudard, créée le 23 septembre 1983.

## Positions de l'auteur
Auteur de pièces de théâtre, à l'âge de 17 ans il a mis en scène à Nice Huis clos de Jean-Paul Sartre, obtenant en dernière minute de l'auteur lui-même le droit de monter la pièce. Après coup Sartre, ayant eu l'écho d'amis spectateurs qu'on avait ri durant la représentation, lui écrit pour le féliciter d'avoir ainsi rejoint son inspiration originale. « Je croyais avoir écrit une pièce drôle, on m'a persuadé du contraire ».
Didier van Cauwelaert a régulièrement pris position pour la communication avec les personnes mortes et en faveur d'une vie après la mort. Il a ainsi préfacé des témoignages de contact avec l'au-delà tels que : La vie de l'autre côté de Michèle Decker (2004), et coécrit Karine après la vie avec Maryvonne et Yvon Dray (2002). Il a repris ce thème dans son roman La Maison des lumières, ouvrage dans lequel il pose ce principe : « Le but de toute vie est de faire circuler l'information : par l'amour l'intelligence le conflit ».
En 2011, il soutient officiellement le chef Raoni dans son combat contre le barrage de Belo Monte.
Par l'intermédiaire de la médium Geneviève Delpech, veuve de Michel Delpech, il raconte avoir été en contact avec Albert Einstein et Nikola Tesla, entre décembre 2015 et juillet 2016,. En 2016, il publie Au-delà de l’impossible à ce sujet.

## Œuvres

### Romans
- Vingt ans et des poussières, Seuil, 1982 •  (ISBN 978-2-02006-171-1)
- Poisson d'amour, Seuil, 1984 •  (ISBN 978-2-02006-752-2)
- Les Vacances du fantôme, Seuil, 1986 •  (ISBN 978-2-02009-314-9)
- L'Orange amère, Seuil, 1988 •  (ISBN 978-2-02010-283-4)
- Un objet en souffrance, Albin Michel, 1991 •  (ISBN 978-2-22605-513-2)
- Cheyenne, Albin Michel, 1993 •  (ISBN 978-2-22606-304-5)
- Un aller simple, Albin Michel, 1994 •  (ISBN 978-2-22607-010-4)
- La Vie interdite, Albin Michel, 1997 •  (ISBN 978-2-74410-936-2)
- Corps étranger, Albin Michel, 1998 •  (ISBN 978-2-22610-512-7)
- La Demi-pensionnaire, Albin Michel, 1999 •  (ISBN 978-2-22610-895-1)
- L’Éducation d'une fée, Albin Michel, 2000 •  (ISBN 978-2-22611-564-5)
- L’Apparition, Albin Michel, 2001 •  (ISBN 978-2-70286-523-1)
- Rencontre sous X, Albin Michel, 2002 •  (ISBN 978-2-22613-294-9)
- Hors de moi, Albin Michel, 2003 •  (ISBN 978-2-22613-744-9)
- L'Évangile de Jimmy, Albin Michel, 2004 •  (ISBN 978-2-22615-497-2)
- Attirances, Albin Michel, 2005 •  (ISBN 978-2-22616-718-7)
- Le Père adopté, Albin Michel, 2007 •  (ISBN 978-2-22617-688-2)
- La Nuit dernière au XVe siècle, Albin Michel, 2008 •  (ISBN 978-2-22618-220-3)
- La Maison des lumières, Albin Michel, 2009 •  (ISBN 978-2-22619-079-6)
- Les Témoins de la mariée, Albin Michel, 2010 •  (ISBN 978-2-22620-843-9)
- Le Journal intime d’un arbre, Michel Lafon, 2011 •  (ISBN 978-2-74991-500-5)
- Double identité, Albin Michel, 2012 •  (ISBN 978-2-22624-006-4)
- La Femme de nos vies, Albin Michel, 2013 •  (ISBN 978-2-22624-686-8)
- Le Principe de Pauline, Albin Michel, 2014 •  (ISBN 978-2-22624-686-8)
- Jules, Albin Miche], 2015 •  (ISBN 978-2-22631-483-3)
- On dirait nous, Albin Michel, 2016 •  (ISBN 978-2-22632-390-3)
- Le Retour de Jules, Albin Michel, 2017 •  (ISBN 978-2-22639-893-2)
- J'ai perdu Albert, Albin Michel, 2018 •  (ISBN 978-2-22643-537-8)
- La Personne de confiance, Albin Michel, 2019 •  (ISBN 978-2-22644-169-0)
- L'Inconnue du 17 mars, Albin Michel, 2020 •  (ISBN 978-2-22640-048-2)
- Le Pouvoir des animaux, Albin Michel, 2021 •  (ISBN 978-2-22646-397-5)
- Une vraie mère...ou presque, Albin Michel, 2022 •  (ISBN 978-2-22647-439-1)
- La Vie absolue, Albin Michel, 2023 •  (ISBN 9782226453464)

### Jeunesse
- Thomas Drimm, Tome 1 : La Fin du monde tombe un jeudi, Albin Michel Jeunesse, 2009
- Thomas Drimm, Tome 2 : La Guerre des arbres commence le 13, Albin Michel Jeunesse, 2010
- Thomas Drimm, Tome 3 : Le Temps s'arrête à midi cinq, dans Thomas Drimm : L'Intégrale, Le Livre de Poche Jeunesse, 2016 — le troisième tome inédit est apparu pour la première fois dans cette intégrale

### Nouvelles
- La Rencontre, collectif, recueil de nouvelles, Éditions Prisma, 2010, avec Marek Halter, Camilla Läckberg, Claudie Gallay, Éliette Abécassis et Agnès Desarthe
- 52 cadavres exquis, collectif, recueil de nouvelles, Play Bac, 2011, avec Tatiana de Rosnay, Harold Cobert, Irène Frain, Daniel Picouly, Christine Orban et Yann Queffélec

### Essais
- Cloner le Christ ?, 2006
- JM Weston, Le Cherche Midi, 2011
- Dictionnaire de l’impossible, Plon, 2013
- Les Abeilles et la Vie, Michel Lafon, 2013, photos de Jean-Claude Teyssier — Prix du Livre Environnement 2014
- Le Nouveau Dictionnaire de l'impossible : expliquer l'incroyable, Plon, 2015
- Au-delà de l'impossible, Plon, 2016
- Les Émotions cachées des plantes, Plon, 2018
- La Bienveillance est une arme absolue, Éditions de L'Observatoire, 2019
- L'Insolence des miracles, Plon, 2023

### Récits
- Madame et ses flics, Albin Michel, 1985, en collaboration avec Richard Caron
- Karine après la vie, témoignage de Maryvonne et Yvon Dray présenté par Didier van Cauwelaert, Albin Michel, 2002

### Bandes dessinées
- Vanity Benz, dessin de Franck Bonnet, Dargaud : 
  1. Cuba Cola, 1995 ;
  2. L'Enfant qui dirigeait la Terre, 1995 ;
  3. Le Sommet de Venise, 1996 ;
  4. Little Big Bang, 1998[9].

### Théâtre
Auteur
- L’Astronome, Actes Sud / Papiers, 1983, Prix du Théâtre de l'Académie Française
- Le Nègre, Actes Sud / Papiers, 1986
- Noces de sable, 1995
- Le Rattachement, 2010
- Rapport intime, 2013
- Vous êtes mon sujet, créée pour la télévision et jouée au Théâtre de La Garenne-Colombes, France 2, 2015

Adaptateur
- Le Passe-muraille de Marcel Aymé, mise en scène Alain Sachs, Théâtre des Bouffes-Parisiens, 1997

### Comédies musicales
- Adaptation en français de la comédie musicale Tintin, le Temple du Soleil.
- Création mondiale de l'opéra Dreyfus (musique : Michel Legrand ; livret : Didier van Cauwelaert ; mise en scène/lumière : Daniel Benoin) - En 2014, coproduction des T.N.N. et Opéra de Nice

## Filmographie

### Comme scénariste

#### Cinéma
- 1988 : La Maison assassinée de Georges Lautner (dialogues)
- 1989 : L'Invité surprise de Georges Lautner
- 1990 : Feu sur le candidat d'Agnès Delarive
- 1991 : Triplex de Georges Lautner
- 1993 : Les Amies de ma femme de Didier van Cauwelaert
- 2001 : Un aller simple de Laurent Heynemann
- 2011 : Sans identité (Unknown) de Jaume Collet-Serra
- 2018 : J'ai perdu Albert de Didier van Cauwelaert

#### Télévision
- 1983 : Père Noël et fils d'André Flédérick (téléfilm)
- 1985-1986 : Madame et ses flics, épisodes L'Imprésario de la mort, Fréquence malédiction, Ultra léger meurtre de Roland-Bernard (série télévisée)
- 1986 : Marie-Love de Jean-Pierre Richard (téléfilm)
- 1995 : Les Filles du Lido de Jean Sagols (mini série télévisée)
- 1997 : Le Président et la Garde-barrière de Jean-Dominique de la Rochefoucauld (téléfilm)
- 2009 : Services sacrés, épisode Peinture vive de Vincenzo Marano (série télévisée)

### Comme réalisateur
- 1993 : Les Amies de ma femme
- 2018 : J'ai perdu Albert

## Adaptations
- 2001 : Un aller simple de Laurent Heynemann, d'après le roman Un aller simple
- 2005 : Ils veulent cloner le Christ d'Yves Boisset (téléfilm documentaire), d'après l'essai Cloner le Christ ?
- 2006 : L'Éducation d'une fée (La educacion de las hadas) de José Luis Cuerda, d'après le roman L'Éducation d'une fée
- 2011 : Sans identité (Hors de moi au Québec) de Jaume Collet-Serra, d'après le roman Hors de moi

## Récompenses et distinctions
- 1982 : prix Del Duca pour Vingt ans et des poussières
- 1983 : prix du Théâtre de l'Académie Française pour L'Astronome
- 1984 : prix Roger-Nimier pour Poisson d'amour
- 1986 : prix Gutenberg du Livre pour Les Vacances du fantôme
- 1994 : prix Goncourt pour Un aller simple
- 1997 : Grand Prix des Lecteurs du Livre de Poche pour La Vie interdite
- 1997 : Grand Prix du Théâtre (Académie française)
- 1999 : prix Fémina Hebdo pour La Demi-pensionnaire
- 2002 : prix Science de la vulgarisation scientifique pour L'Apparition
- 2007 : prix Marcel-Pagnol et prix Nice-Baie-des-Anges pour Le Père adopté
- 2013 : prix Messardière du Roman d'Eté pour La Femme de nos vies
- 2014 : prix An Avel pour Le Principe de Pauline
- 2014 : prix Océanes pour La Femme de nos vies
- 2014 : prix annuel du Roman du Club des Irrésistibles des Bibliothèques de Montréal pour La Femme de nos vies
- 2014 : prix du Livre Environnement 2014 (Fondation Veolia) pour Les Abeilles et la Vie